# Mount Ware, Antarktis
Mount Ware är ett berg i Antarktis. Det ligger i Östantarktis. Australien gör anspråk på området. Toppen på Mount Ware är 1 533 meter över havet.
Terrängen runt Mount Ware är huvudsakligen platt, men den allra närmaste omgivningen är kuperad. Trakten är obefolkad. Det finns inga samhällen i närheten.